# نابخشوده (فیلم ۱۹۹۲)
نابخشوده (به انگلیسی: Unforgiven) یک فیلم وسترن تجدیدنظرطلبانهٔ آمریکایی محصول سال ۱۹۹۲ است. این فیلم به تهیه‌کنندگی و کارگردانی کلینت ایستوود و بر پایهٔ فیلم‌نامه‌ای از دیوید وب پیپلز ساخته شده‌است. ایستوود نقش «ویلیام مانی»، یک قانون‌شکن و قاتل سال‌خورده را بازی می‌کند که سال‌ها پس از روی‌آوردن به کشاورزی، آخرین مأموریتش را می‌پذیرد. از بازیگران دیگر فیلم می‌توان به جین هکمن، مورگان فریمن و ریچارد هریس اشاره کرد.
نابخشوده بیش از ۱۵۹ میلیون دلار فروش داشت در حالی‌که با بودجه‌ای معادل ۱۴٫۴ میلیون دلار ساخته شده بود. این فیلم با تحسین گستردهٔ منتقدان روبه‌رو شد؛ به‌ویژه بابت بازی بازیگران (خصوصاً ایستوود و هکمن)، کارگردانی، تدوین، درون‌مایه‌ها و فیلم‌برداری. این اثر موفق به دریافت چهار جایزه اسکار شد: بهترین فیلم، بهترین کارگردانی برای ایستوود، بهترین بازیگر نقش مکمل مرد برای هکمن و بهترین تدوین فیلم برای جوئل کاکس. ایستوود همچنین برای جایزه اسکار بهترین بازیگر نقش اول مرد نامزد شد، اما جایزه را به آل پاچینو برای فیلم بوی خوش یک زن باخت. نابخشوده سومین فیلم وسترن بود که جایزهٔ بهترین فیلم را دریافت کرد؛ پس از فیلم‌های سیمارون (۱۹۳۱) و رقصنده با گرگ‌ها (۱۹۹۰). ایستوود در پایان تیتراژ فیلم آن را به دو کارگردان و مربی خود سرجیو لئونه و دان سیگل تقدیم کرد: «تقدیم به سرجیو و دان».
در سال ۲۰۰۴، نابخشوده به‌دلیل «اهمیت فرهنگی، تاریخی یا زیباشناختی» در فهرست ملی ثبت فیلم ایالات متحده از سوی کتابخانه کنگره آمریکا ثبت شد. نسخه‌ای ژاپنی از این فیلم در سال ۲۰۱۳ با همین عنوان نابخشوده (فیلم ۲۰۱۳) ساخته شد. این نسخه با بازی کن واتانابه در دوران آغازین دوره میجی در ژاپن روایت می‌شود. ایستوود سال‌هاست گفته که این فیلم آخرین وسترن سنتی او خواهد بود، چرا که نگران بود آثار بعدی صرفاً باز تکرار داستان‌های پیشین یا تقلیدی از آثار دیگران باشند.

## خلاصه داستان
در سال ۱۸۸۰ در ایالت وایومینگ، زنی روسپی توسط دو گاوچران مجروح شده و از ریخت می‌افتد. کلانتر شهر (جین هکمن) تنها به جریمه کردنشان اکتفا می‌کند؛
اما دوستان زن برای کسی که بتواند انتقامش را بگیرد هزار دلار جایزه می‌گذارند. ویلیام مانی (کلینت ایستوود) هفت تیرکش که توبه کرده، ولی هنوز گذشته زشتش عذابش می‌دهد به کمک دوست قدیمی‌اش (مورگان فریمن) و یک مرد جوان آخرین کار خود را شروع می‌کند.

## شرح داستان
در سال ۱۸۸۰، در شهر «بیگ وِیسکی» در قلمرو وایومینگ، گاوچرانی به نام «کوئیک مایک» صورت یکی از روسپی‌ها به نام «دلیلا فیتزجرالد» را با چاقو زخم می‌زند و او را برای همیشه بد چهره می‌کند، آن هم پس از آن‌که دلیلا به کوچکی آلت تناسلی او خندیده بود. به‌عنوان مجازات، کلانتر «بیل کوچولو دَگت» دستور می‌دهد که مایک و همدستش «دیوی بانتینگ» چند رأس اسب به صاحب دلیلا، «اسکینی دوبوا»، به‌خاطر خسارت مالی‌اش تحویل دهند. این حکم خشم روسپیان را برمی‌انگیزد و آنان برای کشتن گاوچران‌ها هزار دلار جایزه تعیین می‌کنند.
در شهرستان هاجمن در کانزاس، مردی جوان و لاف‌زن به مزرعهٔ خوکداری «ویلیام مانی» می‌رود. او خود را «پسر شوفیلد» می‌نامد و مدعی است که یک شکارچی جایزه‌بگیر باتجربه است و دنبال یاری برای کشتن گاوچران‌ها می‌گردد. ویلیام مانی پیش‌تر یک قانون‌شکن و آدمکش بدنام بود، اما حالا بیوه‌ای پشیمان است که دو فرزند را به‌تنهایی بزرگ می‌کند. او ابتدا درخواست کمک را رد می‌کند، اما با توجه به شکست مزرعه‌اش و آیندهٔ مبهم فرزندانش، سرانجام موافقت می‌کند و دوست قدیمی‌اش «ند لوگان» را که او نیز یک قانون‌شکن بازنشسته است، همراه می‌کند. آن دو سپس به پسر شوفیلد می‌پیوندند، اما درمی‌یابند که او نزدیک‌بین شدید است.
در بیگ ویسکی، تفنگداری بریتانیایی‌تبار به نام «انگلیش باب» که آشنای قدیمی و رقیب بیل کوچولو است، برای دریافت جایزه وارد شهر می‌شود. او همراه با زندگی‌نامه‌نویس ساده‌دلی به نام «دبلیو. دبلیو. بیوچمپ» (بوشامپ) آمده است که داستان‌های غلوآمیز باب را باور دارد. بیل کوچولو برای اجرای قانون ممنوعیت حمل سلاح، باب را خلع سلاح و به‌شدت کتک می‌زند تا دیگران را از تلاش برای دریافت جایزه منصرف کند. باب صبح روز بعد با تحقیر از شهر رانده می‌شود، اما بیوچمپ از روی شیفتگی به کلانتر، می‌ماند. بیل کوچولو بسیاری از باورهای رمانتیک بیوچمپ درباره غرب وحشی را رد می‌کند و توضیح می‌دهد که مهم‌ترین ویژگی یک تفنگدار، خونسردی هنگام شلیک است نه سرعت در کشیدن سلاح؛ و این‌که همیشه باید بهترین تیرانداز را اول کشت.
ویلیام، ند و پسر شوفیلد در حین طوفان به شهر می‌رسند و به سالن اسکینی می‌روند. در حالی که ند و پسر شوفیلد با روسپیان طبقهٔ بالا دیدار می‌کنند، بیل کوچولو با ویلیام بیمار و تب‌دار روبه‌رو می‌شود. او هویت ویلیام را نمی‌شناسد، اما حدس می‌زند که برای جایزه آمده است. بیل تفنگ او را می‌گیرد و او را کتک می‌زند. ند و پسر شوفیلد از پنجرهٔ پشتی می‌گریزند و ویلیام را به انباری متروکه خارج از شهر می‌برند، جایی که روسپیان او را پرستاری می‌کنند تا بهبود یابد. چند روز بعد، این سه‌نفر به دیوی حمله می‌کنند. ند ابتدا تیرش خطا می‌رود و اسب دیوی را می‌زند. سپس ویلیام با شلیک به دیوی او را می‌کشد. ند که دچار تردید شده تصمیم می‌گیرد کار را رها کند و به کانزاس بازگردد.
بعدتر، ند دستگیر می‌شود و بیل کوچولو برای گرفتن محل اختفای ویلیام و پسر شوفیلد، او را شکنجه می‌دهد و در نهایت می‌کشد. ویلیام، پسر شوفیلد را به مزرعهٔ گاوچرانان می‌برد و از او می‌خواهد «کوئیک مایک» را در انباری غافلگیر و بکشد. پس از فرار، پسر شوفیلد با ناراحتی اعتراف می‌کند که این نخستین باری بود که کسی را کشته و از این بابت به‌شدت پشیمان است. یکی از روسپیان با جایزه نزد آن‌ها می‌آید و خبر مرگ ند را می‌دهد. ویلیام با شنیدن این خبر، به مشروب‌خواری روی می‌آورد و اسلحهٔ پسر شوفیلد را می‌خواهد. پسر شوفیلد آن را به او می‌دهد و می‌گوید دیگر نمی‌خواهد قاتل باشد. ویلیام او را به کانزاس می‌فرستد تا جایزه را بین خانوادهٔ ند و فرزندان خودش تقسیم کند.
شبانه، ویلیام جسد ند را در تابوتی در بیرون سالن اسکینی پیدا می‌کند. درون سالن، بیل کوچولو و معاونانش برای تشکیل یک گروه تعقیب و گریز همراه با کلانتر برنامه‌ریزی می‌کنند. ویلیام به‌تنهایی وارد سالن می‌شود، تفنگ ساچمه‌ای در دست دارد، و اسکینی را به‌خاطر به نمایش گذاشتن جسد ند می‌کشد. سپس به سوی بیل کوچولو نشانه می‌رود، اما تفنگش گیر می‌کند. در درگیری بعدی، ویلیام با اسلحهٔ کمری، بیل و چند تن دیگر از معاونانش را می‌کشد. او سپس بقیهٔ مردان را بیرون می‌راند. بیوچمپ برای پرسیدن راز بقای ویلیام کمی در محل می‌ماند. ویلیام می‌گوید که «شانس» بوده و او را نیز می‌ترساند تا برود. بیل کوچولو در حالی که بر زمین افتاده تلاش می‌کند تیر دیگری بزند، اما ناکام می‌ماند. او سرنوشت خود را نفرین می‌کند و ویلیام با شلیک دیگری کار او را تمام می‌کند. ویلیام تهدیداتی سر می‌دهد و سوار بر اسب، شهر را ترک می‌کند.
در تیتراژ پایانی آمده که سال‌ها بعد، مادرزن ویلیام مزرعهٔ او را متروکه یافت. احتمال می‌رود که او همراه فرزندانش به سان‌فرانسیسکو رفته باشد. مادرزنش هرگز نتوانست درک کند که چرا دخترش با چنین قانون‌شکن و قاتلی ازدواج کرده بود.

## بازیگران
جین هکمن در نقش کلانتر «بیل کوچولو» دگت
مورگان فریمن در نقش ند لوگان
ریچارد هریس در نقش انگلیش باب
جیمز وولوت در نقش پسر شوفیلد
سال روبینک در نقش دبلیو. دبلیو. بیوچمپ (بوشامپ)
فرانسیس فیشر در نقش استراوبری آلیس
آنا تامسون در نقش دلیلا فیتزجرالد
دیوید موچی در نقش کوئیک مایک
راب کمپبل در نقش دیوی بانتینگ
آنتونی جیمز در نقش اسکینی دوبوا
تارا داون فردریک در نقش لیتل سو
بورلی الیوت در نقش سیلکی
لیسا رپو-مارتل در نقش فیث
جوزی اسمیت در نقش کرو کریک کیت
چریلین کاردینال در نقش سالی تو تریز
شین مایر در نقش ویلیام مانی جونیور
آلیِن لوواسور در نقش پنی مانی
ران وایت در نقش معاون کلاید لدبتر
جرمی رچفورد در نقش معاون اندی راسل
جان پایپر-فرگوسن در نقش معاون چارلی هکر
جفرسون مپین در نقش معاون فتی راسایتر
مینا ئی. مینا در نقش مادی چندلر
هنری کوپه در نقش جو شولتس آلمانی
لری جاشوا در نقش باکی
بن کاردینال در نقش جانی فولی
فرانک سی. ترنر در نقش فازی
لاک‌لین مونرو در نقش تگزاس اسلیم

## تولید

### توسعه
فیلم‌نامه را دیوید وب پیپلز نوشته بود، همان‌که پیش‌تر فیلم تحسین‌شدهٔ مستند روز پس از ترینیتی را نوشته و در نوشتن بلید رانر با همپتون فنچر همکاری کرده بود. ایدهٔ فیلم به سال ۱۹۷۶ بازمی‌گردد، زمانی‌که طرح آن با عنوان‌های قتل روسپیان (The Cut-Whore Killings) و کشتار ویلیام مانی (The William Munny Killings) توسعه یافته بود. این فیلم‌نامه ابتدا توسط فرانسیس فورد کوپولا خریداری شد، اما او نتوانست سرمایه لازم برای تولید پروژه را فراهم کند.
به گفتهٔ خود ایستوود، او فیلم‌نامه را در اوایل دههٔ ۱۹۸۰ دریافت کرده بود، اما بلافاصله آن را دنبال نکرد؛ چون به گفتهٔ خودش: «فکر کردم باید اول کارهای دیگری انجام دهم».
در ژانویهٔ ۱۹۸۴، سونیا چرنوس، ویراستار داستانی دیرینهٔ ایستوود در شرکت تولیدی مالپاسو، پس از خواندن فیلم‌نامه، یادداشتی تند نوشت که در آن گفته بود: «این اثر نه شایستهٔ وقت من است و نه شایستهٔ وقت تو»، و آن را «توهینی به این شرکت» خوانده بود و به ایستوود پیشنهاد کرده بود که «هر چه زودتر از شرش خلاص شو».

### فیلم‌برداری
تصویربرداری اصلی فیلم از ۲۶ اوت تا ۱۲ نوامبر ۱۹۹۱ انجام شد. صحنه‌های بیرونی شهر خیالی «بیگ ویسکی» در آلبرتا، کانادا، در نزدیکی لون‌پاین و کَلبری فیلم‌برداری شدند. لوکیشن‌ها شامل مراتع، کوهستان‌ها و جنگل‌هایی بود که حال‌وهوای اواخر قرن نوزدهم را منتقل می‌کردند. برای افزایش حس واقع‌گرایی، شهر صحنه‌ها از پایه ساخته شده بود و طراحی صحنه و لباس‌ها با دقت بالایی انجام شده بود تا با فضای تاریخی سال ۱۸۸۰ هماهنگ باشد.
جک گرین، فیلم‌بردار باسابقه‌ای که پیش‌تر نیز با ایستوود همکاری کرده بود، سبک تصویربرداری مینیمالیستی اما تأثیرگذاری را برگزید. نورپردازی فیلم غالباً طبیعی است و از نور کم و فضاهای تاریک بهره گرفته شده تا درون‌مایه‌های اخلاقی و درونی فیلم تقویت شوند.

### موسیقی
موسیقی متن فیلم را خود کلینت ایستوود ساخت که پیش از این نیز موسیقی برخی از فیلم‌هایش را تنظیم کرده بود. قطعهٔ اصلی با عنوان «کلودیا» (نام همسر درگذشتهٔ شخصیت اصلی فیلم) با ملودی‌ای آرام و غم‌بار شناخته می‌شود. تنظیم نهایی موسیقی توسط لنی نایهاوس انجام شد که همکاری طولانی‌مدتی با ایستوود داشته است.
موسیقی فیلم با سادگی و فضای احساسی‌اش هماهنگ است و برخلاف بسیاری از فیلم‌های وسترن که موسیقی‌های حماسی دارند، در اینجا ملایم، تلخ و در خدمت روایت شخصیت‌هاست. قطعات موسیقی به‌طور محدود استفاده شده‌اند و سکوت یا صداهای طبیعی محیط نقش مهمی در فضای فیلم دارند.

### اکران
نابخشوده در ۷ اوت ۱۹۹۲ به‌صورت محدود اکران شد و سپس از ۱۴ اوت به‌طور گسترده در ایالات متحده پخش شد. این فیلم با استقبال تجاری روبه‌رو شد و در گیشه داخلی بیش از ۱۰۱ میلیون دلار فروش کرد. فروش جهانی آن نیز در مجموع به بیش از ۱۵۹ میلیون دلار رسید، در حالی که با بودجه‌ای معادل ۱۴٫۴ میلیون دلار ساخته شده بود.
فیلم در جشنواره‌ها و محافل هنری نیز مورد توجه قرار گرفت. در اسکار ۱۹۹۳، نابخشوده برندهٔ چهار جایزه اسکار شد که شامل بهترین فیلم، بهترین کارگردانی برای کلینت ایستوود، بهترین بازیگر مکمل مرد برای جین هکمن، و بهترین تدوین برای جوئل کاکس بود. ایستوود همچنین برای جایزه اسکار بهترین بازیگر نقش اول مرد نامزد شد، اما این جایزه را به آل پاچینو برای فیلم عطر زن باخت.

### واکنش‌ها
فیلم با تحسین گستردهٔ منتقدان همراه بود. راجر ایبرت، منتقد مشهور، به فیلم چهار ستاره کامل داد و آن را «شاهکاری اخلاقی و فلسفی در ژانر وسترن» نامید. او نوشت: «این فیلم با هر کلیشه‌ای که دربارهٔ وسترن وجود دارد، روبه‌رو می‌شود و آن را زیر سؤال می‌برد». بسیاری از منتقدان از بازی ایستوود، کارگردانی، درون‌مایه‌های انسانی و پرداخت شخصیت‌ها تمجید کردند.
در راتن تومیتوز، نابخشوده بر پایهٔ بیش از ۱۰۰ نقد، امتیاز ۹۶٪ را کسب کرده است و در متاکریتیک نیز امتیاز بالایی دارد. منتقدان فیلم را نمونه‌ای برجسته از وسترن تجدیدنظرطلبانه می‌دانند که خشونت و افسانه‌های غرب وحشی را با دیدی انتقادی به چالش می‌کشد.

### میراث
در سال ۲۰۰۴، کتابخانه کنگره آمریکا نابخشوده را به‌عنوان اثری «با اهمیت فرهنگی، تاریخی یا زیباشناختی» در فهرست ملی ثبت فیلم قرار داد. این فیلم جایگاه ویژه‌ای در تاریخ سینمای وسترن دارد، چرا که به‌نوعی نقطهٔ پایانی بر دوران سنتی این ژانر و آغاز فصل جدیدی از روایت‌های تلخ، واقع‌گرایانه و اخلاق‌محور بود.
ایستوود در پایان تیتراژ فیلم آن را به دو کارگردان و مربی خود، سرجیو لئونه و دان سیگل، تقدیم کرده است؛ کسانی که تأثیر بزرگی بر شکل‌گیری سبک فیلم‌سازی او گذاشته بودند. او همچنین بارها گفته که نابخشوده آخرین وسترن سنتی او خواهد بود، زیرا نمی‌خواست به تکرار کلیشه‌ها یا تقلید از دیگران روی آورد.
در سال ۲۰۱۳، نسخه‌ای ژاپنی از این فیلم با بازی کن واتانابه و عنوان نابخشوده ساخته شد که ماجراها را به ژاپن دورهٔ میجی منتقل می‌کند.

## جایزه‌ها
- برنده جایزه اسکار بهترین فیلم
- برنده جایزه اسکار بهترین کارگردان (کلینت ایستوود)
- برنده جایزه اسکار بهترین بازیگر نقش مکمل مرد (جین هکمن)
- برنده جایزه اسکار بهترین تدوین (جوئل کاکس)
- نامزد جایزه اسکار بهترین بازیگر نقش اول (کلینت ایستوود)
- نامزد جایزه اسکار بهترین کارگردان هنری
- نامزد جایزه اسکار بهترین فیلمبرداری
- نامزد جایزه اسکار بهترین صدابرداری
- نامزد جایزه اسکار بهترین فیلم‌نامه
- برنده جایزه گلدن گلوب بهترین کارگردانی
- برنده جایزه گلدن گلوب بهترین بازیگر نقش مکمل (جین هکمن)
- نامزد گلدن گلوب بهترین فیلم درام
- نامزد گلدن گلوب بهترین فیلمنامه
- برنده بفتای بهترین بازیگر نقش مکمل مرد (جین هکمن)
- نامزد بفتای بهترین فیلم
- نامزد بفتای بهترین کارگردانی
- نامزد بفتای بهترین فیلمنامه مبتکرانه

### نسخهٔ خانگی
نابخشوده در سال ۱۹۹۷ بر روی دی‌وی‌دی منتشر شد و نسخهٔ ویژهٔ آن در سال ۲۰۰۲ به مناسبت دهمین سالگرد فیلم عرضه شد. این نسخه شامل فیلم با کیفیت دیجیتال بازسازی‌شده، مصاحبه‌هایی با عوامل فیلم، مستندهایی دربارهٔ ساخت اثر و تفسیر صوتی توسط کارگردان بود.
در سال ۲۰۱۰، نسخهٔ بلو-ری فیلم نیز عرضه شد که به‌خاطر کیفیت بالا و حفظ رنگ و نورپردازی اصیل فیلم مورد تحسین قرار گرفت. نسخهٔ ۴K نیز در سال ۲۰۲۲ منتشر شد.